# Río Aguamulas
Río Aguamulas är ett vattendrag i Spanien.   Det ligger i provinsen Provincia de Jaén och regionen Andalusien, i den södra delen av landet, 270 km söder om huvudstaden Madrid.